# Hipoksantyna
Hipoksantyna – organiczny związek chemiczny z grupy zasad purynowych występujący w tkankach i płynach ustrojowych organizmów żywych. Hipoksantyna jest jednym z końcowych produktów przemian puryn i w dużych ilościach wydalana jest z moczem. Tworzy bezbarwne kryształy rozpuszczalne w gorącej wodzie, kwasach i zasadach.
Reszta hipoksantyny stanowi zasadę heterocykliczną w inozynie.